# Archibaccharis blakeana
Archibaccharis blakeana là một loài thực vật có hoa trong họ Cúc. Loài này được Standl. & Steyerm. mô tả khoa học đầu tiên năm 1940.